# 威利·伯顿
威利·里卡尔多·伯顿（英語：Willie Ricardo Burton，1968年5月26日—），美国NBA联盟前职业篮球运动员。他在1990年的NBA选秀中第1轮第9顺位被迈阿密热火选中。